# Asparagus filicinus
Asparagus filicinus är en sparrisväxtart som beskrevs av Buch.-ham. och David Don. Asparagus filicinus ingår i släktet sparrisar, och familjen sparrisväxter. Inga underarter finns listade i Catalogue of Life.

## Bildgalleri

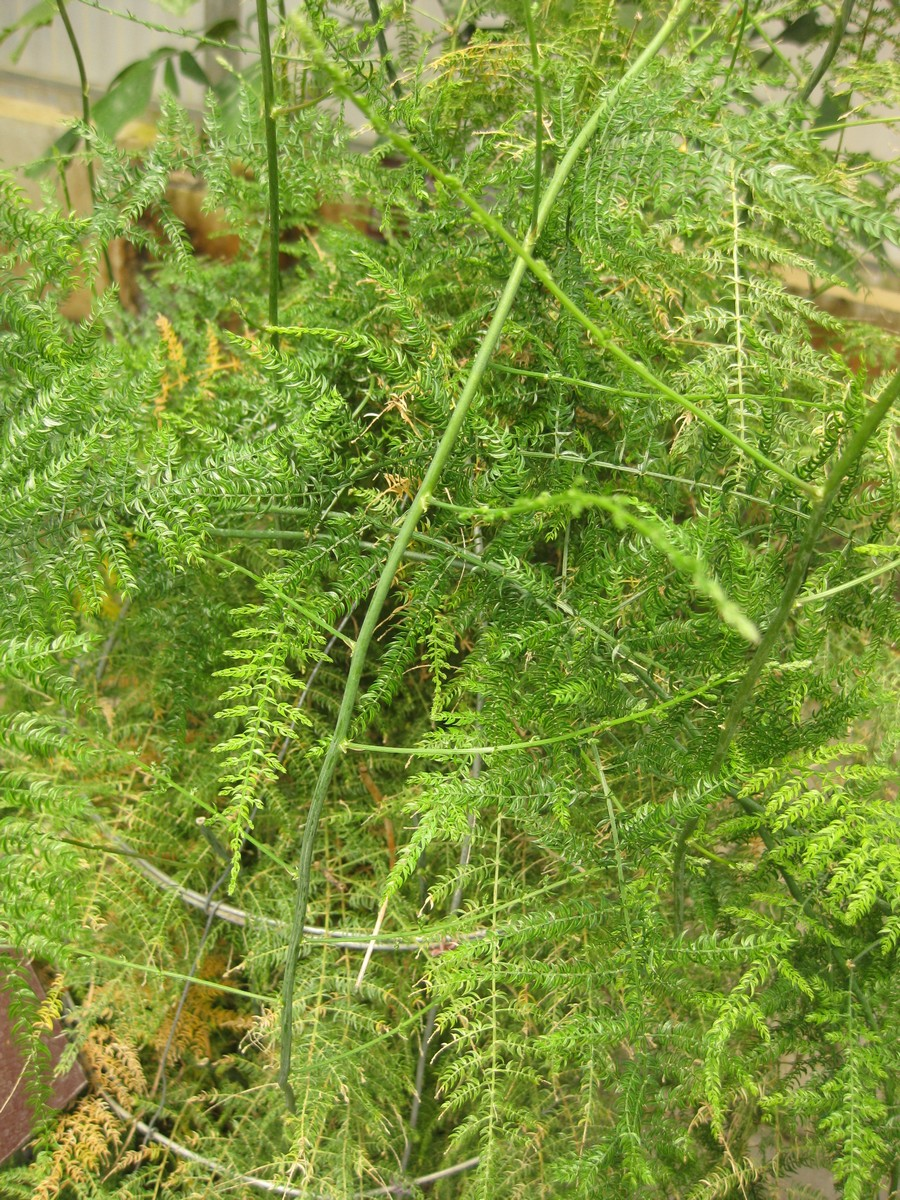
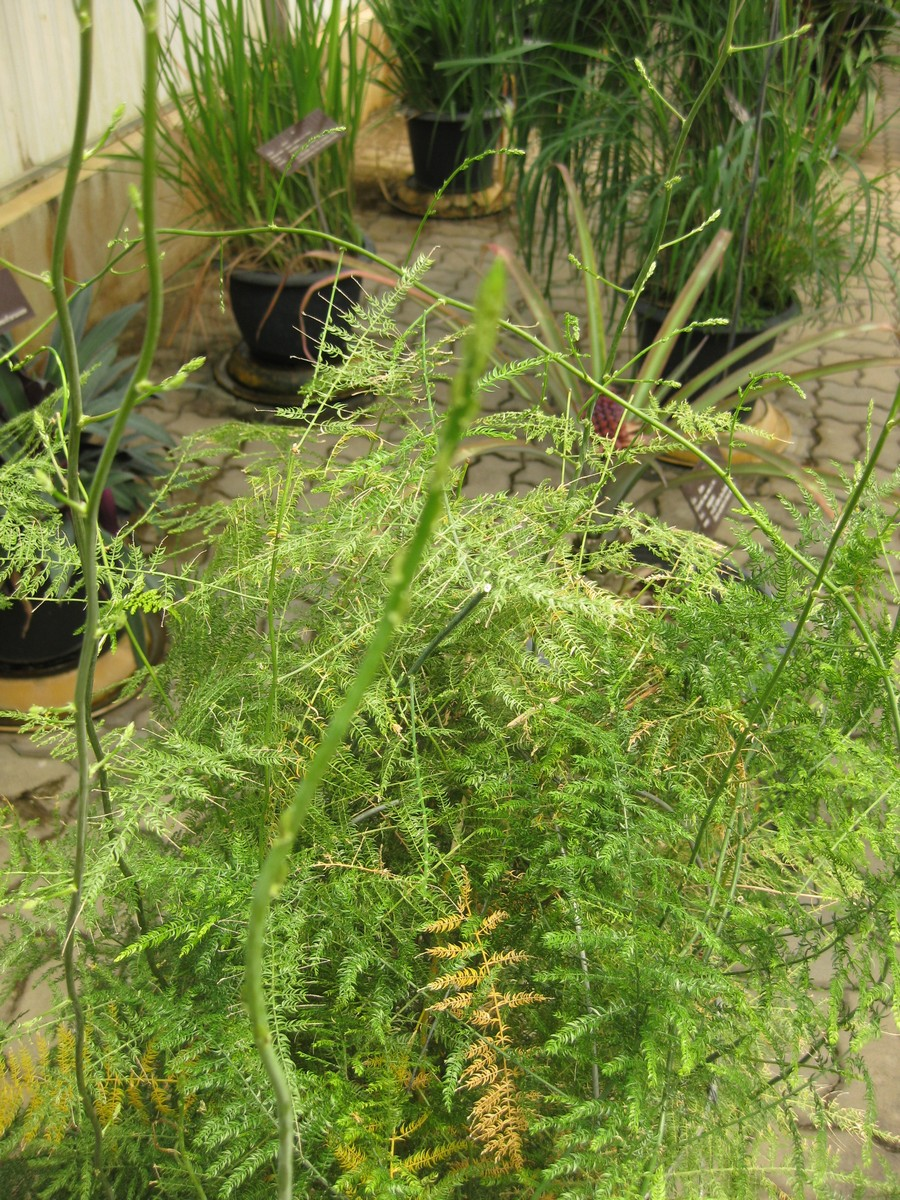
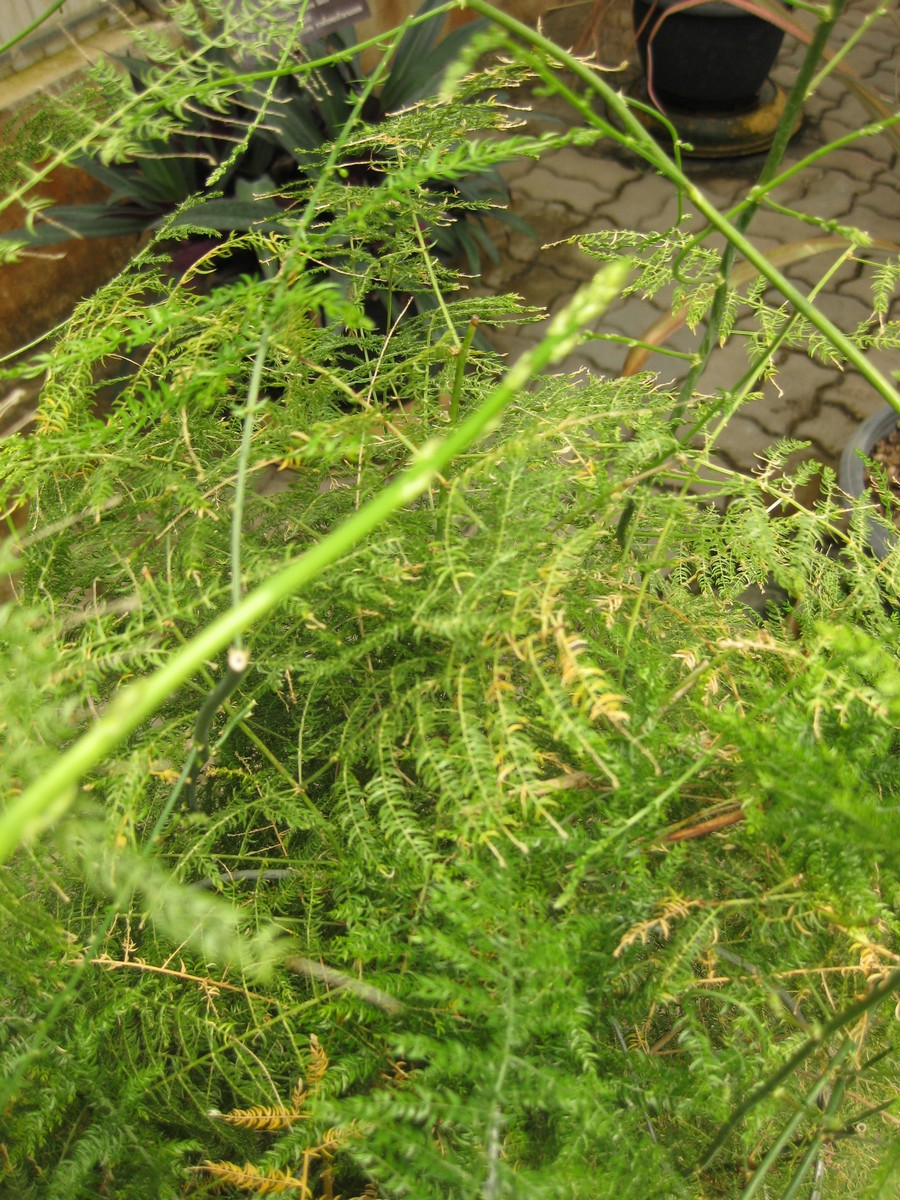
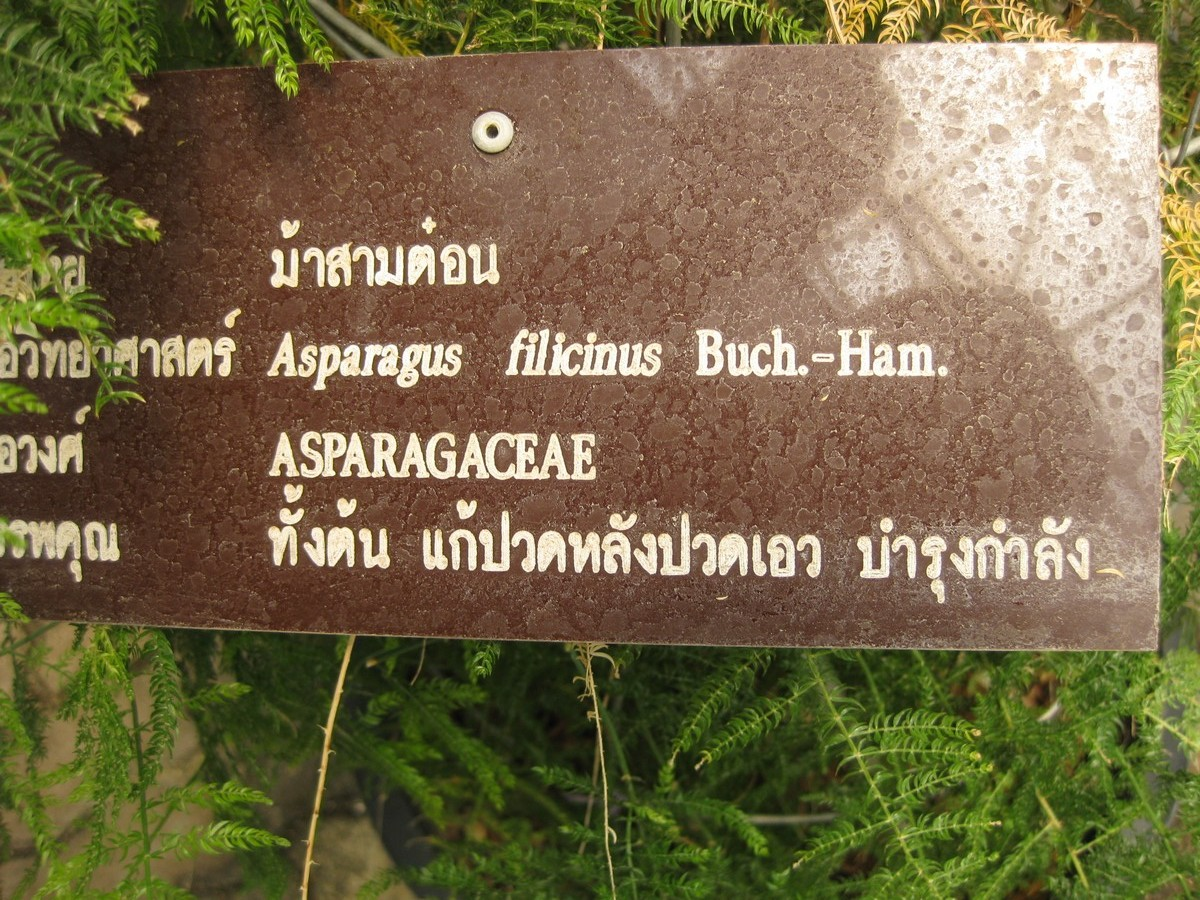